# Entsuba Katsuzō

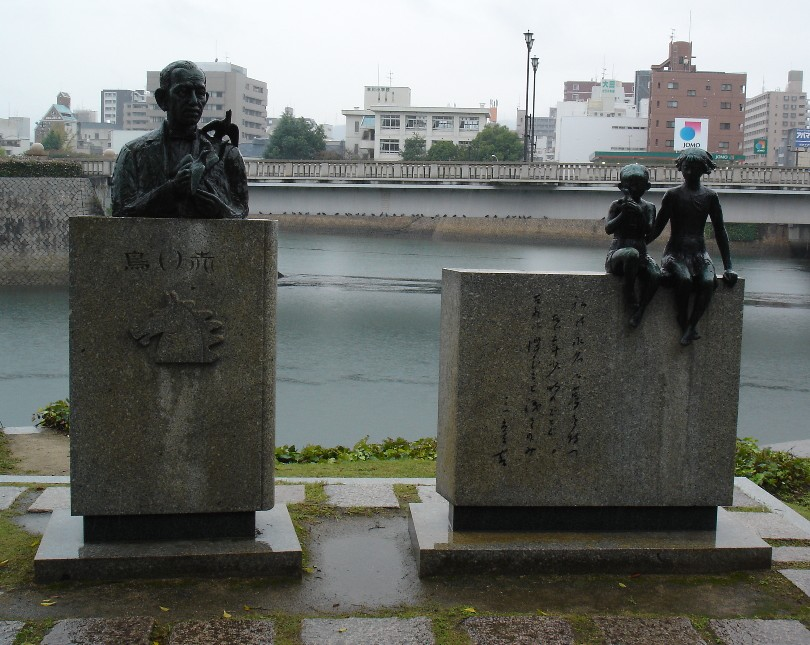
Denkmal für Suzuki Miekichi in Hiroshima (1964)

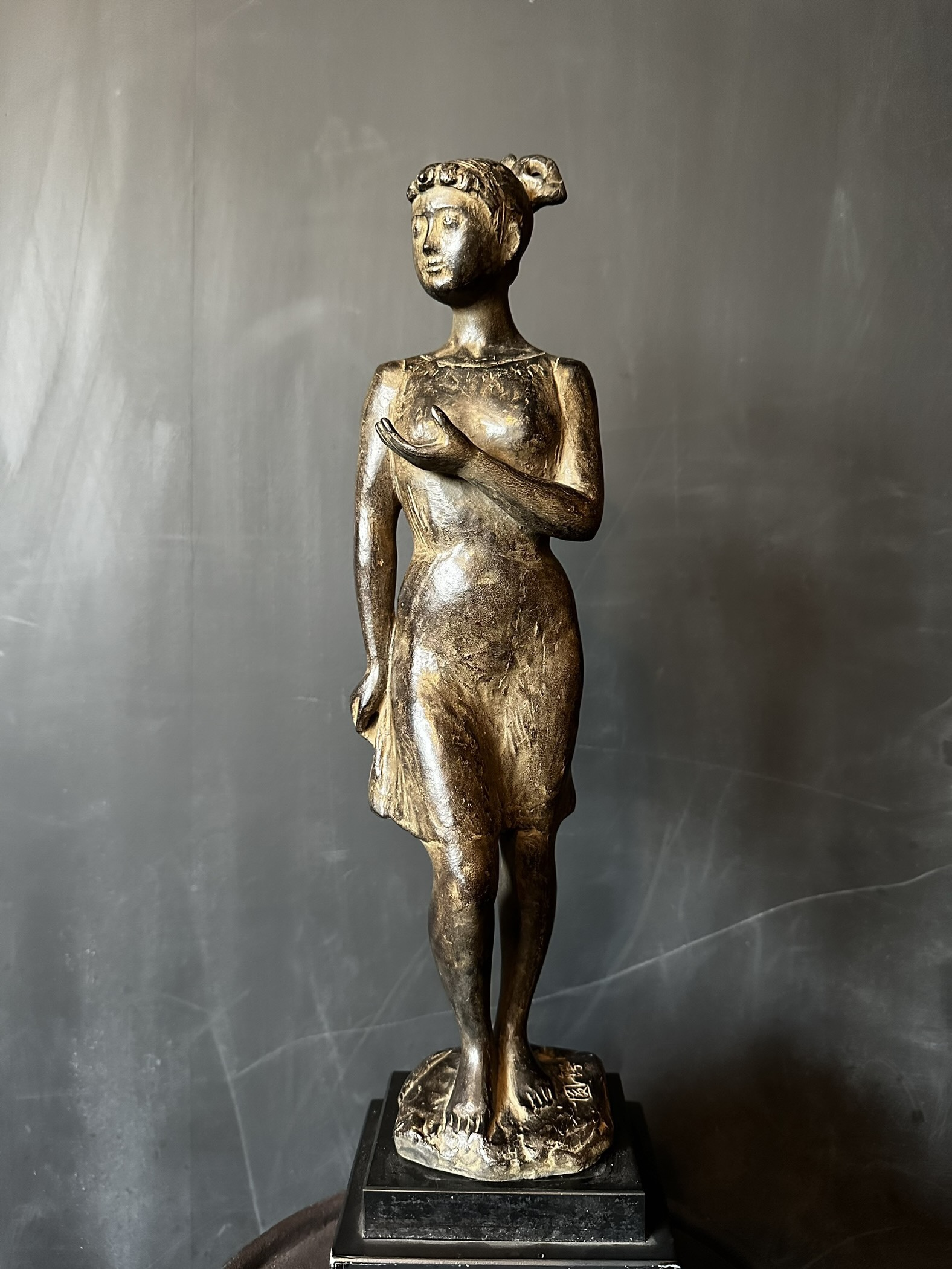
Bronzestatue "Mädchen".

Entsuba Katsuzō (japanisch 圓鍔 勝三; geboren: 30. November 1905 in Kawachi (Präfektur Hiroshima); gestorben: 31. Oktober 2003) war ein japanischer Bildhauer der Shōwa-Zeit.

## Leben und Werk
Entsuba Katsuzō verbrachte seine Jugend in Kyōto, wo er viele Gelegenheiten hatte, hölzerne Skulpturen zu sehen. Nachdem er das „Kansai Kunstinstitut“ (関西美術院, Kansai Bijutsu-in) besucht hatte, schrieb er sich in der privaten „Japanischen Kunstschule“ (日本美術学校, Nihon Bijutsu Gakkō) in Tōkyō ein und machte dort 1932 seinen Abschluss. Während seines Studiums beschäftigte er sich unter Anleitung von Sawada Seikō (1894–1988) mit der Gestaltung hölzerner Skulpturen. Bereits 1930 wurde seine Skulptur „Sonne und Sterne“ (星陽, Seiyō) für die 11. Teiten Ausstellung angenommen. Seine Skulptur „Sommerbeginn“ (初夏, Shoka), die er auf der 3. Bunten ausstellte, wurde lobend erwähnt, so, wie es auch bei seinen späteren Werken geschah. Seine Abschlussarbeit an der Schule 1932, das Gipsmodell „Sitzende Frau“ (腰かけた女, Koshikaketa onna), erhielt einen 2. Preis.
1947 wurde Entsuba Professor an der Kunsthochschule Tama. Er stellte nun auf der Nitten aus. 1965 gewann er den Preis des Kultusministers (文部省大臣賞, Mombushō-daijin shō) und im Jahr darauf den Preis der Akademie der Künste, deren Mitglied er 1970 wurde. 1978 vollendete er die Statuen von den beiden Tempelwächtern (仁王, Niō) für das Tempeltor des Honmon-ji im Stadtteil Ikegami von Tōkyō.
Buddhistische Skulpturen bildeten die Grundlage für Entsubas Arbeiten, aber er orientierte sich auch stark an ägyptischen und primitiven Skulpturen. Viele seiner Figuren sind romantisch gestaltet und betonen die natürliche Schönheit von Holz.
1982 wurde Entsuba als Person mit besonderen kulturellen Verdiensten ausgezeichnet und 1988 erhielt er den Kulturorden.